# Địa tô tuyệt đối và địa tô chênh lệch
Địa tô tuyệt đối và địa tô chênh lệch là các hình thức địa tô của tư bản trong địa tô tư bản chủ nghĩa. Địa tô chênh lệch là phần lợi nhuận siêu ngạch ngoài lợi nhuận bình quân thu được trên ruộng đất có điều kiện sản xuất thuận lợi hơn. Nó là số chênh lệch giữa giá cả sản xuất chung được quyết định bởi điều kiện sản xuất trên ruộng đất xấu nhất và giá cả sản xuất cá biệt trên ruộng đất tốt và trung bình. Địa tô tuyệt đối là số lợi nhuận siêu ngạch dội ra ngoài lợi nhuận bình quân, hình thành nên bởi chênh lệch giữa giá trị nông sản với giá cả sản chung của nông phẩm.
Địa tô độc quyền là lợi nhụân siêu ngạch do giá cả độc quyền của sản phẩm thu được trên đất đai mà tư bản phải nộp cho địa chủ.
Ví dụ: Có 2 tư bản trong nông nghiệp và trong công nghiệp có cấu tạo hữu cơ như sau:
- Trong công nghiệp: 80c + 20v + 20m = 120
- Trong nông nghiệp: 60c + 40v + 40m = 140

Giá trị thặng dư dội ra trong nông nghiệp so với công nghiệp là 20. Số chênh lệch này là lợi nhuận siêu ngạch không bị bình quân hóa và chuyển thành địa tô tuyệt đối.